# Frank Tripp
Le sergent Frank Tripp est un personnage de fiction, héros de la série télévisée Les Experts : Miami. L'acteur américain Rex Linn joue ce rôle.
Il apparaît pour la première fois dans l'épisode « Chaud et froid » (16e épisode de la première saison).

## Biographie
Frank Tripp fait partie de la brigade criminelle de Miami. Il travaille souvent en relation avec la brigade scientifique. 
Il s'entend très bien avec l'ensemble des experts, même s'il apparaîtra dans une affaire de meurtre, ce qui obligera Eric à prélever son ADN (saison 2 épisode 9 : Romance en eaux troubles).
Frank est divorcé et a trois enfants. Récurrent dans les quatre premières saisons, il devient régulier dans la saison 5. Franck, malgré ses années d'expérience de policier floridien, n'accepte toujours pas que certains habitants de Miami d'origine cubaine ne parlent qu'espagnol. Pendant la saison 6, il frôle la mort, apparaît le crâne rasé, et revêt provisoirement l'uniforme de patrouilleur, le temps de quelques épisodes.